# Campeonato Europeu de Atletismo em Pista Coberta de 2011 - 400 m feminino
A prova dos 400 metros feminino do Campeonato Europeu de Atletismo em Pista Coberta de 2011 foi disputada entre 4 e 5 de março de 2011 na AccorHotels Arena em Paris, França.

## Recordes
Antes desta competição, os recordes mundiais e do campeonato nesta prova eram os seguintes:
|                       | Nome                  | Nacionalidade   | Tempo  | Local | Data               |
| --------------------- | --------------------- | --------------- | ------ | ----- | ------------------ |
| Recorde mundial       | Jarmila Kratochvílová | Tchecoslováquia | 49s 59 | Milão | 7 de março de 1982 |
| Recorde do campeonato | Jarmila Kratochvílová | Tchecoslováquia | 49s 59 | Milão | 7 de março de 1982 |
| Recorde europeu       | Jarmila Kratochvílová | Tchecoslováquia | 49s 59 | Milão | 7 de março de 1982 |

## Medalhistas
| Ouro                  | Prata                    | Bronze                 |
| Denisa Rosolová (CZE) | Olesja Krasnomovec (RUS) | Ksenija Zadorina (RUS) |

## Resultados

### Bateria
Qualificação: 3 atletas de cada bateria  (Q) mais os  3 melhores qualificados (q).  
Bateria 1
| Posição. | Raia | Atleta             | Nacionalidade | Reação | Tempo | Notas |
| -------- | ---- | ------------------ | ------------- | ------ | ----- | ----- |
| 1        | 5    | Vania Stambolova   | Bulgária      | 0.303  | 53.05 | Q     |
| 2        | 6    | Janin Lindenberg   | Alemanha      | 0.268  | 53.43 | Q     |
| 3        | 4    | Natalija Lupu      | Ucrânia       |        | 53.72 | Q     |
| 4        | 3    | Meliz Redif        | Turquia       | 0.267  | 54.63 | q     |
| 5        | 1    | Patricia Lopes     | Portugal      |        | 54.94 | q     |
| 6        | 2    | Amaliya Sharroyany | Armênia       | 0.235  | 56.08 |       |

Bateria 2
| Posição. | Raia | Atleta             | Nacionalidade        | Reação | Tempo | Notas   |
| -------- | ---- | ------------------ | -------------------- | ------ | ----- | ------- |
| 1        | 6    | Olesja Krasnomovec | Rússia               | 0.292  | 53.75 | Q       |
| 2        | 5    | Channa Tašpulatava | Bielorrússia         |        | 54.26 | Q       |
| 3        | 4    | Channa Titimec     | Ucrânia              | 0.191  | 54.49 | Q       |
| 4        | 3    | Pinar Saka         | Turquia              |        | 54.87 | q       |
| 5        | 1    | Marian Heffernan   | Irlanda              | 0.236  | 54.94 |         |
| 6        | 2    | Jasna Horozić      | Bósnia e Herzegovina | 0.343  | DSQ   | R 163.3 |

Bateria 3
| Posição. | Raia | Atleta           | Nacionalidade | Reação | Tempo | Notas |
| -------- | ---- | ---------------- | ------------- | ------ | ----- | ----- |
| 1        | 6    | Ksenija Zadorina | Rússia        | 0.194  | 54.25 | Q     |
| 2        | 5    | Denisa Rosolová  | Chéquia       | 0.254  | 54.41 | Q     |
| 3        | 3    | Marta Milani     | Itália        | 0.185  | 54.48 | Q     |
| 4        | 4    | Dar'ja Prystupa  | Ucrânia       | 0.242  | 54.96 |       |
| 5        | 2    | Bianca Razor     | Roménia       | 0.305  | 55.08 |       |
| 6        | 1    | Anita Banović    | Croácia       | 0.253  | 55.20 |       |

### Semifinal
Qualificação: classificaram-se  os 3 melhores de cada bateria (Q). 
Semifinal 1
| Posição. | Raia | Atleta             | Nacionalidade | Reação | Tempo | Notas |
| -------- | ---- | ------------------ | ------------- | ------ | ----- | ----- |
| 1        | 6    | Ksenija Zadorina   | Rússia        | 0.215  | 52.88 | Q     |
| 2        | 5    | Janin Lindenberg   | Alemanha      | 0.248  | 53.12 | Q     |
| 3        | 4    | Marta Milani       | Itália        | 0.207  | 53.44 | Q     |
| 4        | 3    | Channa Tašpulatava | Bielorrússia  |        | 53.69 |       |
| 5        | 2    | Channa Titimec     | Ucrânia       | 0.197  | 53.97 |       |
| 6        | 1    | Pinar Saka         | Turquia       |        | 55.40 |       |

Semifinal 2
| Posição. | Raia | Atleta             | Nacionalidade | Reação | Tempo | Notas |
| -------- | ---- | ------------------ | ------------- | ------ | ----- | ----- |
| 1        | 5    | Olesja Krasnomovec | Rússia        | 0.358  | 52.53 | Q     |
| 2        | 4    | Denisa Rosolová    | Chéquia       | 0.201  | 52.81 | Q     |
| 3        | 6    | Vania Stambolova   | Bulgária      | 0.301  | 52.89 | Q     |
| 4        | 3    | Natalija Lupu      | Ucrânia       | 0.262  | 54.24 |       |
| 5        | 2    | Meliz Redif        | Turquia       | 0.283  | 54.58 |       |
| 6        | 1    | Patricia Lopes     | Portugal      |        | 55.09 |       |

### Final
A final foi realizada às 17:30 no dia 5 de março de 2011.  
| Posição.          | Raia | Atleta             | Nacionalidade | Reação | Tempo | Notas           |
| ----------------- | ---- | ------------------ | ------------- | ------ | ----- | --------------- |
| Medalha de ouro   | 4    | Denisa Rosolová    | Chéquia       | 0.210  | 51.73 | Recorde pessoal |
| Medalha de prata  | 5    | Olesja Krasnomovec | Rússia        | 0.301  | 51.80 |                 |
| Medalha de bronze | 6    | Ksenija Zadorina   | Rússia        | 0.241  | 52.03 |                 |
| 4                 | 1    | Vania Stambolova   | Bulgária      | 0.324  | 52.58 |                 |
| 5                 | 3    | Janin Lindenberg   | Alemanha      | 0.240  | 52.62 |                 |
| 6                 | 2    | Marta Milani       | Itália        | 0.234  | 53.23 |                 |

Legenda
| Recorde mundial       | Recorde mundial (World record)               |                       | Recorde africano                      | Recorde africano (African) |                                           | Q | Classificado por posição (Qualified) |
| Recorde do campeonato | Recorde do campeonato (Championship record)  | Recorde da América    | Recorde da América (Americas)         | q                          | Classificado por melhor tempo (Qualified) |   |                                      |
| Melhor marca do ano   | Melhor marca do ano (World leading)          | Recorde asiático      | Recorde asiático (Asian)              | DNS                        | Não largou (Did not start)                |   |                                      |
| Recorde nacional      | Recorde nacional (National record)           | Recorde europeu       | Recorde europeu (European)            | DNF                        | Não terminou (Did not finish)             |   |                                      |
| Recorde pessoal       | Recorde pessoal do atleta (Personal best)    | Recorde da Oceania    | Recorde da Oceania (Oceania)          | DSQ / DQ                   | Desclassificado (Disqualified)            |   |                                      |
| Recorde da temporada  | Recorde da temporada do atleta (Season best) | Recorde sul-americano | Recorde sul-americano (South America) | NM                         | Sem marca (No mark)                       |   |                                      |